# علم المناعة السريري

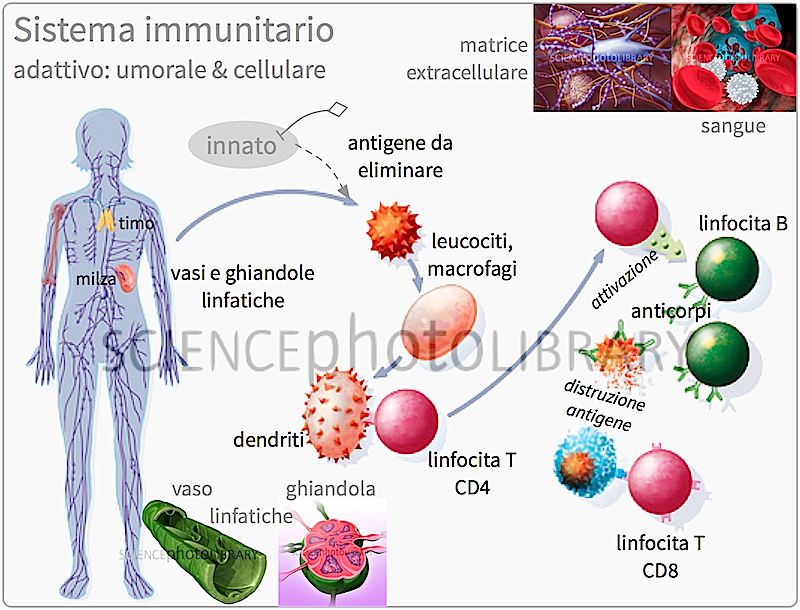
خلايا جهاز المناعة في جسم الإنسان

علم المناعة السريري (بالإنجليزية: Clinical immunology)‏ هو اختصاص فرعي طبي يركز بشكل كبير
على عملية فسيولوجية محددة، وهي الالتهاب، وهو أمر ضروري للحفاظ صحة جيدة، وخاصة في الدفاع ضد المتعضيات الممرضة
للتعافي من الإصابات واحتواء الأورام. على الرغم من أن الالتهاب يتم بوساطة خلايا الجهاز المناعي ومواده الكيميائية القابلة للذوبان، إلا أنه أيضًا مساهم قوي في نشوء الأمراض التي تؤثر فعليًا على جميع أجهزة الأعضاء.
علم المناعة السريري هو دراسة الأمراض والاضطرابات المناعية في أنظمة الجسم المختلفة. وهذا يشمل المسببات، والمظاهر السريرية، والمناعة المرضية، والتشخيص المناعي، والطرائق المختلفة للعلاج المناعي. وقد تطور علم المناعة السريري بشكل كبير جدًا كتخصص خلال العشرين سنة الماضية، كما هو الحال في فهم أسس علم المناعة للعديد من الأمراض وتطوير العلاجات المناعية. في الواقع، من الصعب التفكير في تخصص لم يطور بعدًا مناعيًا في هذا الوقت.
يمتلك جهاز المناعة خطين للدفاع: المناعة الطبيعية والمناعة التكيفية. تعتبر المناعة الطبيعية أول آلية مناعية، غير محددة (غير معتمد على مولد الضد) للدفاع ضد
الممرض المتطفل. إنها استجابة مناعية سريعة تحدث في غضون دقائق أو ساعات بعد الهجوم، ولا تمتلك أي ذاكرة مناعية. من ناحية أخرى، فإن المناعة التكيفية تعتمد على المستضد وعلى مستضد محدد؛ ولديها
القدرة على تكوين ذاكرة مناعية، والتي تمكن العائل من تركيب استجابة مناعية أكثر سرعة وفعالية عند اللاحق للمستضد. هناك قدر كبير من التآزر بين نظام المناعة التكيفي ونظيره الفطري، وأي خلل في أيٍ من النظامين يمكن أن يسبب المرض، مثل أمراض المناعة الذاتية، واضطرابات نقص المناعة، وتفاعلات فرط الحساسية. تصف المناعة السريرية كيف تشارك آليات الدفاع هذه في كل من الصحة والمرض.